# La Cogulla (Figuerola del Camp)
La Cogulla és una muntanya de 786 metres que es troba entre els municipis de Figuerola del Camp, a la comarca de l'Alt Camp i de Montblanc, a la comarca de la Conca de Barberà.
Al cim podem trobar-hi un vèrtex geodèsic (referència 266128001).
Aquest cim està inclòs al llistat dels 100 cims de la FEEC.  

## Ressenyes
- Ressenya del web de la FEEC[Enllaç no actiu]